# Tomasz Sikorski
Tomasz Sikorski   (Varsòvia, 19 de maig de 1939 - Varsòvia, 12 de novembre de 1988) fou un compositor i pianista polonès.
Fill del compositor Kazimierz Sikorski, va estudiar al Conservatori de Varsòvia amb Zbigniew Drzewiecki. Més tard, gràcies a una beca del govern francès, va estudiar a París amb Nadia Boulanger. Entre el 1975 i el 1976, com a destinatari d'una beca Senior-Fulbright del govern dels Estats Units, va treballar al Centre de música electrònica Columbia-Princeton de la ciutat de Nova York.

## Les seves obres
És el principal anomenat "minimalista polonès" (l'altre: Zygmunt Krauze). A més de les obres de piano i òpera de ràdio, Sikorski va compondre nombroses obres instrumentals, entre elles:
- Seqüència I per a l'Orquestra Simfònica (1966)
- Homofonia per a 4 trompetes, 4 corns, 4 trombons, piano i gong (1970)
- Holzwege (1972)
- Vox humana per a cor mixt, 2 pianos solistes, 12 instruments de llautó, 4 gongs i 4 tam-dors (1971)
- Altres veus per a 24 instruments de vent, 4 gongs i carillons, (1975)
- Malaltia de la mort (Choroba na śmierć) (1976). Les paraules són extretes de "The Sickness Unto Death", de 1849, de Søren Kierkegaard.
- Música a Twilight per a piano i orquestra (1978)
- Cordes a la Terra (1980)
- Das Schweigen der Sirenen (1986)
- Diari (1987)

## Influències
El 2013, "Bolt Records" va publicar un àlbum de dos discos, V/A "Solitude of Sounds - in memoriam Tomasz Sikorski" amb l'obra de Sikorski, així com els compositors Száblocs Esztényi i Kasia Glowicka. Dins el llançament de l'àlbum, Glowicka va escriure del compositor: 
| « | "Minimalisme de Sikorski va ser exclusiu de qualsevol d'aquestes influències natives i estrangeres. Va ser un filòsof-minimalista preocupat amb les propietats de meditació de les seves composicions la seva filosofia es podria així parafrasejat per; Reina existencial Rapsòdia bohèmia- "res no importa, ningú pot veure, res realment importa ..." D'altra banda, literalment totes les notes importen el seu estil minimalista. És aquí on m'he identificat amb més intensitat amb l'enyorança de la bellesa brutal de Sikorski. En aquest espai, es pot arribar fins a ser intencionadament dolorós. | » |

.